# Житняков Михайло Єгорович
Михайло Єгорович Житняков (21 січня 1979, селище Константиново, Раменський район, Московська область) — російський рок-музикант, вокаліст групи «Ария» (з 2011 року), а також екс-вокаліст групи «Гран-Кураж» (2004—2012 рік).

## Біографія
Михайло народився 21 січня 1979 року в селищі Константиново Раменського району Московської області. В 1986 — 1996 роках Михайло навчається в середній школі.
У 15 років (1994 році) Михайло зайнявся музикою, і став учасником вокально-інструментального ансамблю при місцевому Будинку культури. Там він вперше почув творчість групи «Ария», яка йому дуже сподобалася, а перша платівка, яка була ним прослухана — «2000 и одна ночь». Михайло запропонував керівнику ансамблю зіграти кілька композицій Арії, після чого колективом були додані в свій репертуар дві пісні — «Потерянный рай» і «Улица роз». Після чого майже весь репертуар ВІА складався з каверів на пісні Арії.
У 1996 році Михайло поступає в Російський державний університет нафти і газу імені І. М. Губкіна. У 2001 Михайло закінчив університет та отримав диплом інженера-механіка. Працював у ВАТ «Мостранснефтепродукт» на ЛВДС «Володарська», підприємстві нафтопродуктозабезпечення, очолюючи ремонтно-експлуатаційну службу.
В 2004 Михайло познайомився з музикантами гурту «Кураж». Після прослуховування, на якому він виконує свою версію пісні «Осколок льда», в червні 2004, він стає постійним вокалістом колективу (в 2008 році колектив перейменовується в «Гран-Кураж»). З групою Михайло випустив два повноформатних альбоми і один сингл.
В 2009 Михайло співпрацює з відомою рок-поетесою Маргаритою Пушкіною в її студійному проекті «Margenta». Він виконав композицію «перекинуті (У небі)», яка була видана на альбомі «Дети Савонаролы». У цьому ж році відбулося знайомство Михайла з бас-гітаристом гурту «Ария» — Віталієм Дубініним. В 2010 Михайло виконує пісню «Цветок майорана», яка була видана на однойменному синглі проекту «Margenta».
У 2010 році Михайло у складі групи «Гран-Кураж» записав кавер-версію на стару, майже забуту, невидану композицію «Вулкан» групи «Ария» для триб'ют-альбому «A Tribute to Ария. XXV»
, який вийшов 27 листопада 2010 до ювілейного концерту групи Ария в Олімпійському.
В 2011 з групи «Ария» пішов вокаліст Артур Беркут. Після цього Михайлу надійшло запрошення зайняти вакантне місце вокаліста, і 16 вересня в ефірі «Нашого Радіо» було офіційно оголошено, що він став третім вокалістом «Арії».
Також в ефірі «Нашого Радіо» було озвучено, що він є екс-вокалістом групи «Гран-Кураж», проте офіційних заяв від групи про відхід Михайла Жітнякова не надходило, але і спростовувати це Михайло в ефірі радіо теж не став.
2 жовтня вийшов альбом групи «Ария» — «Феникс», на якому вокалістом виступив Михайло. А з 15 жовтня стартує концертний тур групи з більш ніж 30 містах по містах Росії, України і Казахстану. В 2012 «Ария» планує відвідати Урал, Сибір, Далекий Схід, Білорусь і Німеччину. Також повідомлялося, що Михайло планує дописати вокальні партії для третього альбому з групою «Гран-Кураж», які він з групою раніше почав записувати.
| Що стосується групи «Гран-Кураж», то ми продовжуємо залишатися з хлопцями друзями та музичними однодумцями. Зараз готується до виходу третій альбом групи. Упевнений, ви ще побачите нас на сцені! Ну а зараз всі мої сили спрямовані на підготовку до осіннього туру групи «Ария». Постараємося порадувати всіх шанувальників як старими хітами, так і піснями з виходить нового альбому «Фенікс». До зустрічі на концертах! — Михайло Житняков |

21 лютого 2012 Михайло оголосив про свій відхід з групи «Гран-Кураж», через свою зайнятість з групою «Ария».
| Хочу подякувати моїх друзів за спільну багаторічну роботу, від якої ми без сумніву отримували масу позитивних емоцій, подякувати шанувальників групи «Гран-Кураж» за відданість і підтримку, яка спонукала нас до нових звершень. Новому вокаліст, у свою чергу, хочу побажати вдалого вливання в дружний колектив «Гран-Кураж». — Михайло Житняков |

1 квітня 2012 вийшов альбом групи «Ария» — «Live in Studio», який складається з раніше виданих композицій, заново виконаних Михайлом.

## Позамузична діяльність
- Депутат Ради депутатів сільського поселення Костянтинівське[15]. Член партії «Єдина Росія»[16][17].

## Дискографія

### Альбоми, сингли,DVD
| №  | Рік  | Гурт       | Назва релізу         | Тип релізу / Коментар                |
| -- | ---- | ---------- | -------------------- | ------------------------------------ |
| 1. | 2006 | Гран-Кураж | Вечная игра          | альбом                               |
| 2. | 2008 | Гран-Кураж | Новой надежды свет   | альбом                               |
| 3. | 2010 | Гран-Кураж | На войне             | сингл                                |
| 4. | 2011 | Ария       | Феникс               | альбом                               |
| 5. | 2012 | Ария       | Live in Studio       | альбом                               |
| 6. | 2012 | Гран-Кураж | Сердца в Атлантиде   | альбом                               |
| 7. | 2012 | Ария       | В жёлтом круге арены | концертний альбом, DVD               |
| 8. | 2013 | Гран-Кураж | Live/Best            | концертний альбом, DVD, ще не вийшов |

### Пісні,кавери
| Рік  | Гурт                                                | Назва пісні            | Тип релізу / Коментар                                    |
| ---- | --------------------------------------------------- | ---------------------- | -------------------------------------------------------- |
| 2005 | Гран-Кураж                                          | Дай руку мне!          | пісня (інтернет-реліз)                                   |
| 2005 | Гран-Кураж                                          | Странник               | пісня (інтернет-реліз)                                   |
| 2005 | Гран-Кураж                                          | Рок мой!               | пісня (інтернет-реліз)                                   |
| 2006 | Гран-Кураж                                          | Я не верю              | пісня (інтернет-реліз)                                   |
| 2006 | Гран-Кураж                                          | Что такое любовь?      | пісня (інтернет-реліз)                                   |
| 2008 | Гран-Кураж                                          | Мир для нас с тобою    | пісня (інтернет-реліз)                                   |
| 2008 | Гран-Кураж                                          | Князь тишины           | Кавер-версія на Nautilus Pompilius (інтернет-реліз)      |
| 2009 | Гран-Кураж                                          | Искатели мира          | нова версія пісні, вийшла на збірці «Украдено из студии» |
| 2009 | спільно з проектом Margenta                         | Опрокинутость (В небе) | пісня вийшла на альбомі «Дети Савонаролы»                |
| 2010 | спільно з проектом Margenta                         | Цветок майорана        | пісня вийшла на синглі «Цветок майорана»                 |
| 2010 | Гран-Кураж                                          | Вулкан                 | кавер на групу Ария на триб'юте «A Tribute to Ария. XXV» |
| 2010 | спільно з Владимиром Насоновым                      | Кто есть кто?          | гімн парусної регати «Who is Who» (інтернет-реліз)       |
| 2011 | спільно з Владимиром Насоновым                      | Словно вчера… (Школа)  | пісня (інтернет-реліз)                                   |
| 2011 | спільно з Владимиром Насоновым и Михаилом Светловым | 1000 лиц               | кавер на Чёрный обелиск (інтернет-реліз)                 |
| 2012 | Гран-Кураж                                          | Первый день осени      | пісня вийшла на збірці «Mastersland.com — 10 лет в сети» |
| 2012 | спільно з групою Маврин                             | Русь                   | пісня вийшла на альбомі «Противостояние»                 |
| 2013 | спільно з групою Чёрный Обелиск                     | Ангелы                 | пісня вийшла на альбомі «Мой мир»                        |
| 2013 | спільно з проектом Margenta                         | Железный лес           | пісня вийшла на альбомі «Sic Transit Gloria Mundi»       |